# Casal fortificat Mas de Puig
El Casal fortificat Mas de Puig és una obra de Parlavà (Baix Empordà) declarada Bé Cultural d'Interès Nacional.

## Descripció
Gran casal de planta rectangular i coberta de teula a dues vessants. La façana principal presenta obertures de tipologia diversa i distribució irregular; són especialment remarcables la porta d'accés d'arc de mig punt, amb grans dovelles, i la garita cilíndrica de l'angle nord-est de l'edifici, sostinguda per un basament de pedra amb arcs en gradació decreixent.

## Història
La masia data dels segles XVII-XVIII.